# Список Героев Советского Союза (Денисов — Донских)
В настоящем списке представлены в алфавитном порядке все Герои Советского Союза, чьи фамилии начинаются с буквы «Д» (всего 441 человек, из них трое удостоены звания дважды). Список содержит даты Указов Президиума Верховного Совета СССР о присвоении звания, информацию о роде войск, должности и воинском звании Героев на дату представления к присвоению звания Героя Советского Союза, годах их жизни.
Ударения в фамилиях Героев приведены по книге «Герои Советского Союза: Краткий биографический словарь / Пред. ред. коллегии И. Н. Шкадов. — М.: Воениздат, 1987. — Т. 1 /Абаев — Любичев/. — 911 с. — 100 000 экз. — ISBN отс., Рег. № в РКП 87-95382.».
- Персиковым цветом  в таблице выделены Герои, удостоенные звания дважды и более раз.
- Серым цветом  в таблице выделены Герои, представленные к званию посмертно.

| Навигационная таблица | Навигационная таблица              |
| --------------------- | ---------------------------------- |
| «Д»                   | Давиденко Василий — Денисов Михаил |
| «Д»                   | Денисов Осип — Донских Александр   |
| «Д»                   | Донских Иван — Дятлов Игнатий      |

| № п/п | Фамилия Имя Отчество                                                                    | Дата Указа            | Род войск    | Должность | Звание                    | Годы жизни                                   | БС ГС НЛ                        |
| ----- | --------------------------------------------------------------------------------------- | --------------------- | ------------ | --- | ------------------------- | -------------------------------------------- | ------------------------------- |
| 147   | Дени́сов Осип Андреевич                                                                  | 24.03.1945            | пехота       | командир отделения 341-го гвардейского стрелкового полка 119-й гвардейской стрелковой дивизии 10-й гвардейской армии 2-го Прибалтийского фронта | гвардии сержант           | 02.08.1912 — 25.08.1957                      | [ БС 1 ] [ ГС 1 ] [ НЛ 1 ]      |
| 148   | Дени́сов Сергей Евдокимович                                                              | 07.08.1943            | артиллерия   | командир батареи 45-мм пушек 207-го гвардейского стрелкового полка 70-й гвардейской стрелковой дивизии 13-й армии Центрального фронта | гвардии лейтенант         | 10.08.1914 — 19.03.1945                      | [ БС 1 ] [ ГС 2 ] [ НЛ 2 ]      |
| 149   | Дени́сов Сергей Прокофьевич                                                              | 04.07.1937 21.03.1940 | авиация      | командир отряда истребителей И-16 ВВС Испанской республики начальник ВВС 7-й армии Северо-Западного фронта | капитан комдив            | 25.12.1909 — 06.06.1971                      | [ БС 1 ] [ ГС 3 ] [ НЛ 3 ]      |
| 150   | Денисю́к Фёдор Игнатьевич укр. Денисюк Федір Гнатович                                    | 01.11.1943            | пехота       | стрелок 177-го стрелкового полка 236-й стрелковой дивизии 46-й армии 3-го Украинского фронта | красноармеец              | 10.07.1910 — 28.12.1948                      | [ БС 2 ] [ ГС 4 ] [ НЛ 4 ]      |
| 151   | Дениче́нко Исай Петрович                                                                 | 13.09.1944            | пехота       | командир отделения мотострелкового батальона 2-й механизированной бригады 5-го механизированного корпуса 6-й танковой армии 2-го Украинского фронта | красноармеец              | 01.10.1899 — 02.02.1980                      | [ БС 3 ] [ ГС 5 ] [ НЛ 5 ]      |
| 152   | Де́нчик Николай Фёдорович укр. Денчик Микола Федорович                                   | 04.02.1944            | авиация      | заместитель командира эскадрильи 64-го гвардейского истребительного авиационного полка 4-й гвардейской истребительной авиационной дивизии 1-го гвардейского истребительного авиационного корпуса 15-й воздушной армии Брянского фронта                                               | гвардии старший лейтенант | 01.05.1920 — 24.08.1996                      | [ БС 3 ] [ ГС 6 ] [ НЛ 6 ]      |
| 153   | Депута́тов Иван Степанович                                                               | 28.04.1945            | танкист      | командир танка Т-34 36-й гвардейской танковой бригады 4-го гвардейского механизированного корпуса 7-й гвардейской армии 2-го Украинского фронта | гвардии младший лейтенант | 26.11.1922 — 24.07.1999                      | [ БС 3 ] [ ГС 7 ] [ НЛ 7 ]      |
| 154   | Де́рбушев Фёдор Михайлович                                                               | 22.02.1944            | пехота       | номер расчёта противотанкового ружья 78-го гвардейского стрелкового полка 25-й гвардейской стрелковой дивизии 6-й армии Юго-Западного фронта | гвардии красноармеец      | 14.03.1916 — 03.09.1981                      | [ БС 3 ] [ ГС 8 ] [ НЛ 8 ]      |
| 155   | Дерга́ч Алексей Николаевич                                                               | 04.02.1944            | авиация      | заместитель командира и штурман эскадрильи 86-го гвардейского истребительного авиационного полка 240-й истребительной авиационной дивизии 13-й воздушной армии Ленинградского фронта                                                                                                 | гвардии капитан           | 23.03.1916 — 17.09.1983                      | [ БС 3 ] [ ГС 9 ] [ НЛ 9 ]      |
| 156   | Дергачёв Дмитрий Андронович                                                             | 24.03.1945            | артиллерия   | командир орудия 1054-го артиллерийского полка 416-й стрелковой дивизии 5-й ударной армии 1-го Белорусского фронта | ефрейтор                  | 19.05.1923 — 14.01.1945                      | [ БС 3 ] [ ГС 10 ] [ НЛ 10 ]    |
| 157   | Де́ргилев Егор Иванович                                                                  | 17.10.1943            | медики       | санитарный инструктор роты 605-го стрелкового полка 132-й стрелковой дивизии 60-й армии Центрального фронта | старшина                  | 22.04.1920 — 01.06.2000                      | [ БС 4 ] [ ГС 11 ] [ НЛ 11 ]    |
| 158   | Деревя́нко Алексей Акимович укр. Дерев'янко Олексій Якимович                             | 10.01.1944            | пехота       | командир взвода противотанковых орудий 47-го гвардейского стрелкового полка 15-й гвардейской стрелковой дивизии 7-й гвардейской армии Воронежского фронта | гвардии младший лейтенант | 03.07.1922 — 10.07.1943                      | [ БС 5 ] [ ГС 12 ] [ НЛ 12 ]    |
| 159   | Деревя́нко Василий Семёнович укр. Дерев'янко Василь Семенович                            | 27.06.1945            | танкист      | командир танкового взвода 51-го гвардейского танкового полка 10-й гвардейской механизированной бригады 5-го гвардейского механизированного корпуса 4-й гвардейской танковой армии 1-го Украинского фронта                                                                            | гвардии старший лейтенант | 22.04.1914 — 19.05.1988                      | [ БС 5 ] [ ГС 13 ] [ НЛ 13 ]    |
| 160   | Держа́вин Павел Иванович                                                                 | 22.01.1944            | морской флот | командир бригады бронекатеров Азовской военной флотилии | капитан 3-го ранга        | 27.02.1904 — 17.02.1993                      | ——                              |
| 161   | Дерка́ч Фёдор Григорьевич                                                                | 25.10.1943            | артиллерия   | командир батареи 1593-го истребительно-противотанкового артиллерийского полка РГК в составе 47-й армии Воронежского фронта | старший лейтенант         | 04.09.1911 — 06.01.1944                      | [ БС 5 ] [ ГС 15 ] [ НЛ 14 ]    |
| 162   | Дермано́вский Георгий Дмитриевич                                                         | 20.04.1945            | морской флот | автоматчик 384-го отдельного батальона морской пехоты Одесской военно-морской базы Черноморского флота | краснофлотец              | 18.04.1924 — 27.03.1944                      | [ БС 5 ] [ ГС 16 ] [ НЛ 15 ]    |
| 163   | Дерно́в Пётр Сергеевич                                                                   | 24.03.1945            | кавалерия    | автоматчик 24-го гвардейского кавалерийского полка 5-й гвардейской кавалерийской дивизии 3-й гвардейского кавалерийского корпуса 2-го Белорусского фронта | гвардии красноармеец      | 22.10.1925 — 24.01.1945                      | [ БС 5 ] [ ГС 17 ] [ НЛ 16 ]    |
| 164   | Дерно́вский Григорий Борисович                                                           | 26.10.1943            | артиллерия   | командир 1181-го зенитного артиллерийского полка 5-й зенитной артиллерийской дивизии РГК в составе 7-й гвардейской армии Степного фронта | майор                     | 13.09.1910 — 19.01.1974                      | [ БС 5 ] [ ГС 18 ] [ НЛ 17 ]    |
| 165   | Де́ртев Евгений Александрович                                                            | 15.01.1944            | пехота       | стрелок 1185-го стрелкового полка 356-й стрелковой дивизии 61-й армии Центрального фронта | ефрейтор                  | 20.12.1918 — 26.12.1994                      | [ БС 6 ] [ ГС 19 ] [ НЛ 18 ]    |
| 166   | Дерю́гин Алексей Васильевич                                                              | 21.03.1940            | танкист      | командир танка 108-го танкового батальона 35-й легкотанковой бригады 7-й армии Северо-Западного фронта | младший комвзвод          | 05.03.1913 — 01.05.2005                      | [ БС 7 ] [ ГС 20 ] [ НЛ 19 ]    |
| 167   | Деря́бин Алексей Никитович                                                               | 19.04.1945            | авиация      | командир звена 15-го гвардейского штурмового авиационного полка 277-й штурмовой авиационной дивизии 1-й воздушной армии 3-го Белорусского фронта | гвардии лейтенант         | 17.11.1915 — 08.11.1990                      | [ БС 7 ] [ ГС 21 ] [ НЛ 20 ]    |
| 168   | Деря́бин Юрий Иванович                                                                   | 20.12.1943            | артиллерия   | командир батареи 93-го пушечно-артиллерийского полка 27-й отдельной тяжёлой пушечно-артиллерийской бригады РГК в составе 37-й армии Степного фронта | лейтенант                 | 21.01.1923 — 14.07.2005                      | [ БС 7 ] [ ГС 22 ] [ НЛ 21 ]    |
| 169   | Десни́цкий Пётр Павлович                                                                 | 31.12.1936            | авиация      | стрелок-радист 1-й интернациональной бомбардировочной авиационной эскадрильи ВВС Испанской республики | младший комвзвод          | 13.07.1911 — 19.09.1993                      | ——                              |
| 170   | Дехканба́ев Абдусалим (Дехконбаев Абдусалим) узб. Dehqonboyev Abdusalim                  | 15.01.1944            | пехота       | стрелок 467-го стрелкового полка 81-й стрелковой дивизии 61-й армии Центрального фронта | красноармеец              | 26.10.1906 — 08.10.1943                      | [ БС 7 ] [ ГС 24 ] [ НЛ 22 ]    |
| 171   | Дехтяре́нко Андрей Николаевич укр. Дехтяренко Андрій Миколайович                         | 21.07.1942            | авиация      | командир эскадрильи 580-го истребительного авиационного полка 6-й ударной авиационной группы Ставки Верховного Главнокомандования | старший лейтенант         | 17.05.1909 — 11.07.1942                      | [ БС 7 ] [ ГС 25 ] [ НЛ 23 ]    |
| 172   | Де́шин Андрей Иванович                                                                   | 16.10.1943            | связисты     | старший телефонист 6-го артиллерийского полка 74-й стрелковой дивизии 13-й армии Центрального фронта | ефрейтор                  | 26.04.1924 — 21.09.1943                      | [ БС 8 ] [ ГС 26 ] [ НЛ 24 ]    |
| 173   | Де́шин Иван Семёнович                                                                    | 24.03.1945            | пехота       | командир батальона 605-го стрелкового полка 132-й стрелковой дивизии 47-й армии 1-го Белорусского фронта | капитан                   | 14.11.1918 — 27.08.1944                      | [ БС 9 ] [ ГС 27 ] [ НЛ 25 ]    |
| 174   | Де́шин Николай Иванович                                                                  | 31.05.1945            | артиллерия   | командир орудия 86-го гвардейского отдельного истребительно-противотанкового дивизиона 82-й гвардейской стрелковой дивизии 8-й гвардейской армии 1-го Белорусского фронта | гвардии старший сержант   | 20.04.1901 — 06.06.1967                      | [ БС 9 ] [ ГС 28 ] [ НЛ 26 ]    |
| 175   | Джаби́дзе Давид Васильевич груз. ჯაბიძე დავით                                            | 15.05.1946            | авиация      | командир эскадрильи 812-го истребительного авиационного полка 265-й истребительной авиационной дивизии 3-го истребительного авиационного корпуса 16-й воздушной армии 1-го Белорусского фронта                                                                                       | капитан                   | 23.02.1916 — 15.12.1982                      | [ БС 9 ] [ ГС 29 ] [ НЛ 27 ]    |
| 176   | Джаби́ев Мирза Агамурад оглы азерб. Cəbiyev Mirzə Ağamurad oğlu                          | 19.04.1945            | пехота       | командир взвода 806-го стрелкового полка 235-й стрелковой дивизии 43-й армии 3-го Белорусского фронта | лейтенант                 | 22.02.1925 — 10.02.1978                      | [ БС 9 ] [ ГС 30 ] [ НЛ 28 ]    |
| 177   | Джама́лов Камал Давлятович узб. Jamolov Kamol                                            | 26.10.1943            | инженер      | сапёр 129-го отдельного инженерно-сапёрного батальона 8-й инженерно-сапёрной бригады 7-й гвардейской армии Степного фронта | красноармеец              | 15.07.1920 — 08.11.1977                      | [ БС 9 ] [ ГС 31 ] [ НЛ 29 ]    |
| 178   | Джамангара́ев Кашаган каз. Жаманқараев Қашаған                                           | 17.10.1943            | артиллерия   | командир орудия 1-й гвардейской пушечной артиллерийской бригады 1-й гвардейской артиллерийской дивизии прорыва РГК в составе 60-й армии Воронежского фронта | гвардии старший сержант   | 08.05.1910 — 22.09.2001                      | [ БС 9 ] [ ГС 32 ] [ НЛ 30 ]    |
| 179   | Джанджга́ва Владимир Николаевич каз. ჯანჯღავა ვლადიმერ                                   | 29.05.1945            | генерал      | командир 354-й стрелковой дивизии 65-й армии 2-го Белорусского фронта | генерал-майор             | 01.06.1907 — 10.04.1982                      | [ БС 9 ] [ ГС 33 ] [ НЛ 31 ]    |
| 180   | Джанибе́ков Владимир Александрович (Крысин Владимир Александрович)                       | 16.03.1978 30.03.1981 | космонавт    | командир 1-й экспедиции посещения на орбитальной станции «Салют-6» — «Союз-26» — «Союз-27» командир советско-монгольского экипажа корабля «Союз-39» по программе 10-й экспедиции посещения на орбитальной станции «Салют-6» — «Союз Т-4» — «Союз-39» по программе «Интеркосмос»      | полковник                 | род. 13.05.1942                              | ——                              |
| 181   | Джапари́дзе Тенгиз Иванович груз. ჯაფარიძე, თენგიზ                                       | 23.09.1944            | танкист      | заряжающий орудия танка Т-34 52-й гвардейской танковой бригады 6-го гвардейского танкового корпуса 3-й гвардейской танковой армии 1-го Украинского фронта | гвардии младший сержант   | 27.01.1925 — 1998                            | [ БС 11 ] [ ГС 35 ] [ НЛ 32 ]   |
| 182   | Джаркимба́ев Казак кирг. Жаркымбаев Казак                                                | 24.03.1945            | артиллерия   | наводчик орудия батареи 45-мм пушек 287-го гвардейского стрелкового полка 95-й гвардейской стрелковой дивизии 5-й гвардейской армии 2-го Украинского фронта | гвардии младший сержант   | 10.11.1911 — 10.07.1969                      | [ БС 11 ] [ ГС 36 ] [ НЛ 33 ]   |
| 183   | Джафа́ров Агаширин Агамамед оглы азерб. Cəfərov Ağaşirin Ağaməmməd oğlu                  | 01.11.1943            | пехота       | наводчик станкового пулемёта 1368-го стрелкового полка 416-й стрелковой дивизии 51-й армии Южного фронта | младший сержант           | 10.07.1906 — 03.05.1984                      | [ БС 11 ] [ ГС 37 ] [ НЛ 34 ]   |
| 184   | Джибелли Примо Анжелович итал. Gibelli Primo                                            | 31.12.1936            | авиация      | лётчик-испытатель НИИ ВВС | капитан                   | 27.12.1893 — 10.11.1936                      | ——                              |
| 185   | Джинчара́дзе Исрафил Кемалович груз. ჯინჭარაძე ისრაფილ                                   | 04.02.1944            | авиация      | старший лётчик 673-го штурмового авиационного полка 266-й штурмовой авиационной дивизии 1-го штурмового авиационного корпуса 5-й воздушной армии Степного фронта | младший лейтенант         | 26.04.1916 — 15.10.1943                      | [ БС 11 ] [ ГС 39 ] [ НЛ 35 ]   |
| 186   | Джулда́сов Лесбек Байнбетович каз. Жолдасов Лесбек Бәйімбетұлы                           | 24.03.1945            | пехота       | командир взвода 1077-го стрелкового полка 316-й стрелковой дивизии 46-й армии 2-го Украинского фронта | лейтенант                 | 11.02.1920 — 12.08.1980                      | [ БС 11 ] [ ГС 40 ] [ НЛ 36 ]   |
| 187   | Джумаба́ев Ташмамат узб. Jumaboyev Toshmamat                                             | 30.10.1943            | пехота       | командир отделения 685-го стрелкового полка 193-й стрелковой дивизии 65-й армии Центрального фронта | сержант                   | 24.08.1924 — 09.01.1995                      | [ БС 11 ] [ ГС 41 ] [ НЛ 37 ]   |
| 188   | Джумагу́лов Эльмурза Биймурзаевич                                                        | 26.09.1944            | танкист      | командир взвода танков Т-34 42-го отдельного танкового полка 48-й армии 1-го Белорусского фронта | старший лейтенант         | 16.11.1921 — 26.09.2013                      | [ БС 13 ] [ ГС 42 ] [ НЛ 38 ]   |
| 189   | Джумали́ев Кильмаш Дюсегалиевич каз. Жұмалиев Қилмаш                                     | 27.02.1945            | пехота       | помощник командира взвода 267-го гвардейского стрелкового полка 89-й гвардейской стрелковой дивизии 5-й ударной армии 1-го Белорусского фронта | гвардии младший сержант   | 1918 — 12.02.1945                            | [ БС 14 ] [ ГС 43 ] [ НЛ 39 ]   |
| 190   | Джуманья́зов Уразбай (Джуманиязов Уразбай) узб. Jumaniyozov Oʻrozboy                     | 17.10.1943            | пехота       | автоматчик 985-го стрелкового полка 226-й стрелковой дивизии 60-й армии Центрального фронта | красноармеец              | 1924 — декабрь 1943 (пропал без вести)       | [ БС 14 ] [ ГС 44 ] [ НЛ 40 ]   |
| 191   | Джунко́вская Галина Ивановна (Маркова Галина Ивановна) укр. Джунковськая Галина Іванівна | 18.08.1945            | авиация      | штурман эскадрильи 125-го гвардейского бомбардировочного авиационного полка 4-й гвардейской бомбардировачной авиационной дивизии 1-го гвардейского бомбардировочного авиационного корпуса 3-й воздушной армии 1-го Прибалтийского фронта                                             | гвардии старший лейтенант | 06.10.1922 — 12.09.1985                      | [ БС 14 ] [ ГС 45 ] [ НЛ 41 ]   |
| 192   | Джуну́сов Мажит каз. Жүнісов Мәжит                                                       | 20.12.1943            | пехота       | старшина роты автоматчиков 845-го стрелкового полка 303-й стрелковой дивизии 57-й армии Степного фронта | старшина                  | 21.09.1917 — 09.04.1945                      | [ БС 14 ] [ ГС 46 ] [ НЛ 42 ]   |
| 193   | Дзигу́нский Михаил Яковлевич укр. Дзигунський Михайло Якович                             | 24.03.1945            | пехота       | командир взвода 1372-го стрелкового полка 417-й стрелковой дивизии 51-й армии 4-го Украинского фронта | лейтенант                 | 15.05.1921 — 07.05.1944                      | [ БС 14 ] [ ГС 47 ] [ НЛ 43 ]   |
| 194   | Дзу́сов Ибрагим Магометович осет. Дзусты Ибрагим                                         | 29.05.1945            | генерал      | командир 6-го истребительного авиационного корпуса 16-й воздушной армии 1-го Белорусского фронта | гвардии генерал-майор     | 16.03.1905 — 28.10.1980                      | [ БС 15 ] [ ГС 48 ] [ НЛ 44 ]   |
| 195   | Дзю́ба Иван Михайлович укр. Дзюба Іван Михайлович                                        | 21.07.1942            | авиация      | командир эскадрильи 12-го истребительного авиационного полка 57-й смешанной авиационной дивизии 11-й армии Северо-Западного фронта | майор                     | 01.05.1918 — 12.10.1995                      | [ БС 16 ] [ ГС 49 ] [ НЛ 45 ]   |
| 196   | Дзю́ба Пётр Петрович укр. Дзюба Петро Петрович                                           | 01.11.1943            | авиация      | помощник по воздушно-стрелковой службе командира 85-го гвардейского истребительного авиационного полка 6-й гвардейской истребительной авиационной дивизии 8-й воздушной армии Южного фронта                                                                                          | гвардии капитан           | 12.02.1915 — 17.01.1965                      | [ БС 16 ] [ ГС 50 ] [ НЛ 46 ]   |
| 197   | Дзюба́нов Даниил Титович укр. Дзюбанов Данило Титович                                    | 29.06.1945            | пехота       | командир роты 732-го стрелкового полка 235-й стрелковой дивизии 43-й армии 3-го Белорусского фронта | старший лейтенант         | 24.12.1915 — 08.01.1999                      | [ БС 16 ] [ ГС 51 ] [ НЛ 47 ]   |
| 198   | Диасами́дзе Михаил Степанович груз. დიასამიძე მიხეილ                                     | 22.12.1942            | пехота       | командир 1378-го стрелкового полка 87-й стрелковой дивизии 2-й гвардейской армии Сталинградского фронта | подполковник              | 11.04.1913 — 03.06.1992                      | [ БС 16 ] [ ГС 52 ] [ НЛ 48 ]   |
| 199   | Дибро́в Кирилл Селиверстович укр. Дібров Кирило Селиверстович                            | 31.05.1944            | морской флот | командир стрелкового взвода 393-го отдельного батальона морской пехоты Черноморского флота | младший лейтенант         | 15.07.1914 — 20.03.1980                      | [ БС 16 ] [ ГС 53 ] [ НЛ 49 ]   |
| 200   | Дибро́в Филипп Давыдович укр. Дібров Пилип Давидович                                     | 24.03.1945            | пехота       | командир батальона 1271-го стрелкового полка 387-й стрелковой дивизии 2-й гвардейской армии 4-го Украинского фронта | капитан                   | 11.10.1915 — 08.03.1996                      | [ БС 16 ] [ ГС 54 ] [ НЛ 50 ]   |
| 201   | Ди́вочкин Александр Андреевич                                                            | 26.08.1941            | артиллерия   | командир батареи 15-го мотострелкового полка 4-й мотострелковой дивизии войск НКВД СССР | младший лейтенант         | 10.03.1914 — 19.08.1946                      | ——                              |
| 202   | Диде́нко Гавриил Власович укр. Діденко Гаврило Власович                                  | 10.04.1945            | авиация      | командир 482-го истребительного авиационного полка 322-й истребительной авиационной дивизии 2-го истребительного авиационного корпуса 2-й воздушной армии 1-го Украинского фронта | майор                     | 12.06.1908 — 25.01.1970                      | [ БС 17 ] [ ГС 56 ] [ НЛ 51 ]   |
| 203   | Диде́нко Даниил Григорьевич укр. Діденко Данило Григорович                               | 21.03.1940            | танкист      | командир танка 108-го танкового батальона 35-й легкотанковой бригады 7-й армии Северо-Западного фронта | старшина                  | 24.12.1916 — 20.09.1973                      | [ БС 18 ] [ ГС 57 ] [ НЛ 52 ]   |
| 204   | Диде́нко Николай Матвеевич                                                               | 05.11.1944            | авиация      | заместитель командира эскадрильи 2-го гвардейского истребительного авиационного полка 6-й истребительной авиационной дивизии ВВС Северного флота | гвардии старший лейтенант | 05.12.1921 — 02.02.1975                      | [ БС 18 ] [ ГС 58 ] [ НЛ 53 ]   |
| 205   | Дидо́к Яков Терентьевич (Дедок Яков Терентьевич)                                         | 23.09.1944            | артиллерия   | командир пулемётного расчёта 286-го гвардейского зенитного артиллерийского полка 6-го гвардейского танкового корпуса 3-й гвардейской танковой армии 1-го Украинского фронта | гвардии красноармеец      | 05.03.1925 — 05.01.1953                      | [ БС 18 ] [ ГС 59 ] [ НЛ 54 ]   |
| 206   | Дика́лов Степан Иванович укр. Дикалов Степан Іванович                                    | 29.10.1943            | пехота       | командир отделения 86-го стрелкового полка 180-й стрелковой дивизии 51-го стрелкового корпуса 38-й армии Воронежского фронта | старший сержант           | 22.08.1912 — 23.10.1949                      | [ БС 18 ] [ ГС 60 ] [ НЛ 55 ]   |
| 207   | Ди́карев Виктор Михайлович                                                               | 10.04.1945            | пехота       | командир мотострелкового батальона 17-й гвардейской механизированной бригады 6-го гвардейского механизированного корпуса 4-й танковой армии 1-го Украинского фронта | гвардии капитан           | 15.10.1918 — 02.01.1995                      | [ БС 18 ] [ ГС 61 ] [ НЛ 56 ]   |
| 208   | Ди́кий Михаил Прокофьевич укр. Дикий Михайло Прокопович                                  | 01.05.1943            | авиация      | начальник воздушно-стрелковой службы 236-й истребительной авиационной дивизии 5-й воздушной армии Закавказского фронта | капитан                   | 12.08.1917 — 30.03.1967                      | [ БС 18 ] [ ГС 62 ] [ НЛ 57 ]   |
| 209   | Дикопо́льцев Евгений Александрович                                                       | 26.10.1943            | связисты     | командир отделения роты связи 235-го гвардейского стрелкового полка 81-й гвардейской стрелковой дивизии 7-й гвардейской армии Степного фронта | гвардии сержант           | 23.11.1921 — 17.10.1943                      | [ БС 19 ] [ ГС 63 ] [ НЛ 58 ]   |
| 210   | Дику́н Георгий Васильевич укр. Дикун Георгій Васильович                                  | 24.03.1945            | пехота       | командир 16-го гвардейского отдельного мотоциклетного батальона 2-й гвардейской танковой армии 1-го Белорусского фронта | гвардии майор             | 25.05.1915 — 27.03.1994                      | [ БС 20 ] [ ГС 64 ] [ НЛ 59 ]   |
| 211   | Дитю́к Корней Корнеевич укр. Дитюк Корній Корнійович                                     | 24.03.1945            | пехота       | командир мотострелкового батальона 5-й мотострелковой бригады 5-го танкового корпуса 2-го Прибалтийского фронта | майор                     | 09.01.1922 — 12.08.1990                      | [ БС 20 ] [ ГС 65 ] [ НЛ 60 ]   |
| 212   | Дми́триев Александр Павлович                                                             | 27.06.1945            | комиссар     | заместитель по политической части командира 55-й гвардейской танковой бригады 7-го гвардейского танкового корпуса 3-й гвардейской танковой армии 1-го Украинского фронта | гвардии подполковник      | 29.07.1910 — 04.05.1969                      | [ БС 20 ] [ ГС 66 ] [ НЛ 61 ]   |
| 213   | Дми́триев Алексей Петрович                                                               | 23.10.1943            | пехота       | командир 127-го гвардейского стрелкового полка 42-й гвардейской стрелковой дивизии 40-й армии Воронежского фронта | гвардии майор             | 30.03.1913 — 23.09.1982                      | [ БС 20 ] [ ГС 67 ] [ НЛ 62 ]   |
| 214   | Дми́триев Алексей Фёдорович                                                              | 24.03.1945            | артиллерия   | временно исполняющий должность командира дивизиона 214-го гвардейского гаубичного артиллерийского полка 8-й гвардейской гаубичной артиллерийской бригады 3-й гвардейской артиллерийской дивизии 5-го артиллерийского корпуса порыва РГК в составе 5-й армии 3-го Белорусского фронта | гвардии капитан           | 25.02.1919 — 17.10.1944                      | [ БС 20 ] [ ГС 68 ] [ НЛ 63 ]   |
| 215   | Дми́триев Борис Михайлович                                                               | 15.08.1944            | партизан     | активный участник партизанской борьбы в Белоруссии, командир диверсионной группы 211-го партизанского отряда имени К. К. Рокоссовского Могилёвской области | —                         | 11.06.1924 — 23.02.1944                      | [ БС 20 ] [ ГС 69 ] [ НЛ 64 ]   |
| 216   | Дми́триев Василий Антонович                                                              | 24.03.1945            | артиллерия   | командир 507-го армейского истребительно-противотанкового артиллерийского полка 5-й ударной армии 1-го Белорусского фронта | подполковник              | 22.02.1905 — 03.01.1984                      | [ БС 21 ] [ ГС 70 ] [ НЛ 65 ]   |
| 217   | Дми́триев Василий Петрович                                                               | 21.02.1944            | комиссар     | военный комиссар 267-й стрелковой дивизии 59-й армии Волховского фронта | полковой комиссар         | 05.06.1908 — 07.04.1942                      | [ БС 22 ] [ ГС 71 ] [ НЛ 66 ]   |
| 218   | Дми́триев Григорий Яковлевич                                                             | 30.10.1943            | инженер      | командир отделения 696-го отдельного сапёрного батальона 60-й стрелковой дивизии 65-й армии Центрального фронта | младший сержант           | 21.01.1921 — 08.02.1995                      | [ БС 22 ] [ ГС 72 ] [ НЛ 67 ]   |
| 219   | Дми́триев Иван Иванович                                                                  | 10.01.1944            | инженер      | командир понтонного взвода 135-го отдельного моторизированного понтонно-мостового батальона 6-й понтонно-мостовой бригады РГК Воронежского фронта | лейтенант                 | 01.05.1923 — 22.10.2010                      | [ БС 22 ] [ ГС 73 ] [ НЛ 68 ]   |
| 220   | Дми́триев Максим Васильевич                                                              | 21.03.1940            | танкист      | старший механик-водитель танка 109-го отдельного разведывательного батальона 86-й мотострелковой дивизии 7-й армии Северо-Западного фронта | старшина                  | 14.09.1913 — 01.11.1990                      | [ БС 22 ] [ ГС 74 ] [ НЛ 69 ]   |
| 221   | Дми́триев Николай Михайлович                                                             | 31.08.1941            | артиллерия   | наводчик орудия 123-го отдельного истребительно-противотанкового дивизиона 1-й мотострелковой дивизии 20-й армии Западного фронта | красноармеец              | 19.12.1917 — 19.12.1981                      | [ БС 22 ] [ ГС 75 ] [ НЛ 70 ]   |
| 222   | Дми́триев Николай Павлович                                                               | 24.08.1943            | авиация      | командир эскадрильи 5-го гвардейского истребительного авиационного полка 207-й истребительной авиационной дивизии 3-го смешанного авиационного корпуса 17-й воздушной армии Юго-Западного фронта                                                                                     | гвардии капитан           | 25.11.1917 — 01.08.1945                      | [ БС 22 ] [ ГС 76 ] [ НЛ 71 ]   |
| 223   | Дми́триев Павел Павлович                                                                 | 24.03.1945            | пехота       | помощник командира взвода 42-го стрелкового полка 180-й стрелковой дивизии 27-й армии 2-го Украинского фронта | старшина                  | 25.12.1909 — 02.09.1966                      | [ БС 23 ] [ ГС 77 ] [ НЛ 72 ]   |
| 224   | Дми́триев Пётр Дмитриевич                                                                | 10.01.1944            | артиллерия   | заместитель по строевой части командира 911-го артиллерийского полка 340-й стрелковой дивизии 38-й армии Воронежского фронта | майор                     | 02.11.1905 — 17.03.1976                      | [ БС 24 ] [ ГС 78 ] [ НЛ 73 ]   |
| 225   | Дми́триев Пётр Дмитриевич                                                                | 27.02.1945            | пехота       | командир роты 212-го стрелкового полка 49-й стрелковой дивизии 33-й армии 1-го Белорусского фронта | капитан                   | 12.07.1912 — 17.07.1982                      | [ БС 24 ] [ ГС 79 ] [ НЛ 74 ]   |
| 226   | Дми́триев Фёдор Павлович                                                                 | 13.09.1944            | пехота       | помощник командира взвода 936-го стрелкового полка 254-й стрелковой дивизии 52-й армии 2-го Украинского фронта | старший сержант           | 20.05.1925 — 21.03.1997                      | [ БС 24 ] [ ГС 80 ] [ НЛ 75 ]   |
| 227   | Дми́триев Филипп Дмитриевич                                                              | 24.03.1945            | артиллерия   | командир огневого взвода 616-го артиллерийского полка 184-й стрелковой дивизии 5-й армии 3-го Белорусского фронта | лейтенант                 | 12.10.1910 — 14.02.1945                      | [ БС 24 ] [ ГС 81 ] [ НЛ 76 ]   |
| 228   | Дмитрие́вский Борис Николаевич                                                           | 29.06.1945            | танкист      | командир танковой роты 3-й гвардейской танковой бригады 3-го гвардейского танкового корпуса 2-го Белорусского фронта | гвардии старший лейтенант | 03.05.1922 — 11.03.1945                      | [ БС 24 ] [ ГС 82 ] [ НЛ 77 ]   |
| 229   | Дми́трик Пётр Федосеевич укр. Дмитрик Петро Федосійович                                  | 24.03.1945            | пехота       | командир отделения 920-го стрелкового полка 247-й стрелковой дивизии 69-й армии 1-го Белорусского фронта | сержант                   | 15.01.1901 — 24.03.1982                      | [ БС 25 ] [ ГС 83 ] [ НЛ 78 ]   |
| 230   | Дмитрю́к Григорий Федосеевич                                                             | 02.11.1944            | авиация      | командир эскадрильи 19-го гвардейского истребительного авиационного полка 1-й гвардейской смешанной авиационной дивизии 7-й воздушной армии Карельского фронта | гвардии капитан           | 12.03.1920 — 27.04.1982                      | [ БС 26 ] [ ГС 84 ] [ НЛ 79 ]   |
| 231   | Днепро́в Пётр Алексеевич (Поганкин Пётр Алексеевич)                                      | 27.02.1945            | танкист      | заместитель командира танкового батальона 44-й гвардейской танковой бригады 11-го гвардейского танкового корпуса 1-й гвардейской танковой армии 1-го Белорусского фронта | гвардии капитан           | 16.01.1919 — 23.07.1974                      | [ БС 26 ] [ ГС 85 ] [ НЛ 80 ]   |
| 232   | Днепро́вский Пётр Павлович                                                               | 24.04.1944            | инженер      | командир отделения 62-го гвардейского отдельного сапёрного батальона 3-го гвардейского механизированного корпуса 47-й армии Воронежского фронта | гвардии сержант           | 1921 — 19.10.1943                            | [ БС 26 ] [ ГС 86 ] [ НЛ 81 ]   |
| 233   | Добке́вич Александр Антонович                                                            | 13.04.1944            | авиация      | командир эскадрильи 61-го штурмового авиационного полка 291-й штурмовой авиационной дивизии 2-й воздушной армии 1-го Украинского фронта | капитан                   | 03.09.1909 — 01.01.1985                      | [ БС 26 ] [ ГС 87 ] [ НЛ 82 ]   |
| 234   | До́бриков Иван Андреевич                                                                 | 10.01.1944            | пехота       | начальник штаба 1131-го стрелкового полка 337-й стрелковой дивизии 40-й армии Воронежского фронта | капитан                   | 13.04.1914 — 29.10.1943                      | [ БС 26 ] [ ГС 88 ] [ НЛ 83 ]   |
| 235   | Доброво́льский Георгий Тимофеевич                                                        | 30.06.1971            | космонавт    | командир космического корабля «Союз-11» и орбитальной станции «Салют» | подполковник              | 01.06.1928 — 30.06.1971                      | ——                              |
| 236   | Доброво́льский Ерофей Владимирович бел. Дабравольскі Ерафей Уладзіміравіч                | 06.04.1945            | генерал      | командир 16-го стрелкового корпуса 33-й армии 1-го Белорусского фронта | гвардии генерал-майор     | 09.11.1903 — 21.04.1987                      | [ БС 27 ] [ ГС 90 ] [ НЛ 84 ]   |
| 237   | Доброво́льский Юрий Антонович                                                            | 22.06.1956            | авиация      | лётчик-испытатель авиационного завода № 18 | —                         | 18.02.1911 — 30.04.1979                      | ——                              |
| 238   | Доброде́цкий Анатолий Васильевич                                                         | 04.02.1944            | авиация      | лётчик 297-го истребительного авиационного полка 302-й истребительной авиационной дивизии 4-го истребительного авиационного корпуса 5-й воздушной армии Степного фронта | младший лейтенант         | 06.01.1923 — 10.08.1943                      | [ БС 28 ] [ ГС 92 ] [ НЛ 85 ]   |
| 239   | Добродо́мов Григорий Сергеевич                                                           | 10.01.1944            | пехота       | стрелок 764-го стрелкового полка 232-й стрелковой дивизии 38-й армии Воронежского фронта | красноармеец              | 1925 — 20.11.1944                            | [ БС 28 ] [ ГС 93 ] [ НЛ 86 ]   |
| 240   | Доброре́з Василий Павлович                                                               | 10.04.1945            | инженер      | командир отделения 76-го отдельного штурмового инженерно-сапёрного батальона 16-й штурмовой инженерно-сапёрной бригады РГК в составе войск 1-го Украинского фронта | старший сержант           | 31.01.1917 — 04.04.1999                      | [ БС 28 ] [ ГС 94 ] [ НЛ 87 ]   |
| 241   | Добросо́цких Владимир Митрофанович                                                       | 03.06.1944            | пехота       | командир батальона 1040-го стрелкового полка 295-й стрелковой дивизии 28-й армии 3-го Украинского фронта | капитан                   | 25.06.1921 — 11.02.1959                      | [ БС 28 ] [ ГС 95 ] [ НЛ 88 ]   |
| 242   | Добруно́в Григорий Тимофеевич                                                            | 18.12.1956            | танкист      | командир 99-го отдельного разведывательного батальона 2-й гвардейской механизированной дивизии Особого корпуса советских войск в Венгерской Народной Республике | гвардии подполковник      | 21.01.1921 — 27.08.2014                      | ——                              |
| 243   | Добры́нин Михаил Семёнович                                                               | 10.04.1945            | пехота       | разведчик взвода пешей разведки 538-го стрелкового полка 120-й стрелковой дивизии 21-й армии 1-го Украинского фронта | ефрейтор                  | 19.08.1924 — 02.01.1980                      | [ БС 28 ] [ ГС 97 ] [ НЛ 89 ]   |
| 244   | Дова́тор Лев Михайлович бел. Даватар Леў Міхайлавіч                                      | 21.12.1941            | генерал      | командир 2-го гвардейского кавалерийского корпуса 16-й армии Западного фронта | гвардии генерал-майор     | 20.02.1903 — 19.12.1941                      | ——                              |
| 245   | Довгопо́лый Савелий Денисович укр. Довгополий Савелій Денисович                          | 16.10.1943            | артиллерия   | командир миномётного расчёта 10-го гвардейского стрелкового полка 6-й гвардейской стрелковой дивизии 60-й армии Центрального фронта | гвардии старший сержант   | 18.12.1906 — 22.03.1945                      | [ БС 30 ] [ ГС 99 ] [ НЛ 90 ]   |
| 246   | Довже́нко Виктор Михайлович укр. Довженко Віктор Михайлович                              | 27.02.1945            | пехота       | командир роты автоматчиков 1281-го стрелкового полка 60-й стрелковой дивизии 47-й армии 1-го Белорусского фронта | старший лейтенант         | 03.03.1920 — 04.03.1945                      | [ БС 30 ] [ ГС 100 ] [ НЛ 91 ]  |
| 247   | Довлетджа́нов Бердимурат туркм. Döwletjanow Berdimyrat                                   | 15.01.1944            | кавалерия    | сабельник 62-го гвардейского кавалерийского полка 16-й гвардейской кавалерийской дивизии 7-го гвардейского кавалерийского корпуса 61-й армии Центрального фронта | гвардии красноармеец      | 01.01.1921 — 19.11.1998                      | [ БС 30 ] [ ГС 101 ] [ НЛ 92 ]  |
| 248   | Догада́йло Алексей Дмитриевич                                                            | 15.05.1946            | авиация      | командир звена 177-го гвардейского истребительного авиационного полка 14-й гвардейской истребительной авиационной дивизии 3-го гвардейского истребительного авиационного корпуса 5-й воздушной армии 2-го Украинского фронта                                                         | гвардии старший лейтенант | 20.02.1920 — 14.09.2010                      | [ БС 30 ] [ ГС 102 ] [ НЛ 93 ]  |
| 249   | Дога́ев Владимир Иванович укр. Догаєв Володимир Іванович                                 | 26.10.1944            | авиация      | командир эскадрильи 622-го штурмового авиационного полка 214-й штурмовой авиационной дивизии 15-й воздушной армии 2-го Прибалтийского фронта | старший лейтенант         | 19.10.1921 — 25.02.1945                      | [ БС 30 ] [ ГС 103 ] [ НЛ 94 ]  |
| 250   | Додого́рский Пётр Викторович                                                             | 24.03.1945            | пехота       | командир 961-го стрелкового полка 274-й стрелковой дивизии 69-й армии 1-го Белорусского фронта | полковник                 | 09.01.1909 — 04.02.1976                      | [ БС 30 ] [ ГС 104 ] [ НЛ 95 ]  |
| 251   | Додо́нов Александр Сергеевич                                                             | 25.03.1943            | авиация      | командир эскадрильи 746-го авиационного полка 45-й авиационной дивизии Авиации дальнего действия | майор                     | 28.08.1907 — 13.05.1994                      | [ БС 31 ] [ ГС 105 ] [ НЛ 96 ]  |
| 252   | До́ев Давид Тебоевич осет. Дойаты Дауыт                                                  | 16.05.1944            | пехота       | снайпер 1133-го стрелкового полка 339-й стрелковой дивизии 56-й армии Северо-Кавказского фронта | старшина                  | 1912 — 12.11.1943                            | [ БС 32 ] [ ГС 106 ] [ НЛ 97 ]  |
| 253   | Дозо́рцев Фёдор Иванович                                                                 | 10.04.1945            | пехота       | командир батальона 29-й гвардейской мотострелковой бригады 10-го гвардейского танкового корпуса 4-й танковой армии 1-го Украинского фронта | гвардии капитан           | 24.05.1922 — 22.06.1992                      | [ БС 32 ] [ ГС 107 ] [ НЛ 98 ]  |
| 254   | До́йчев Вадим Пантелеймонович                                                            | 19.04.1945            | авиация      | командир звена 75-го гвардейского штурмового авиационного полка 1-й гвардейской штурмовой авиационной дивизии 1-й воздушной армии 3-го Белорусского фронта | гвардии старший лейтенант | 31.08.1923 — 21.03.1945                      | [ БС 32 ] [ ГС 108 ] [ НЛ 99 ]  |
| 255   | Докаше́нко Николай Григорьевич укр. Докашенко Микола Григорович                          | 22.04.1952            | авиация      | командир эскадрильи 17-го истребительного авиационного полка 303-й истребительной авиационной дивизии 64-го истребительного авиационного корпуса | капитан                   | 21.11.1921 — 22.02.1992                      | ——                              |
| 256   | До́кин Сергей Иванович                                                                   | 15.05.1946            | артиллерия   | орудийный мастер 1955-го истребительно-противотанкового артиллерийского полка 40-й истребительно-противотанковой артиллерийской бригады РГК в составе 3-й ударной армии 1-го Белорусского фронта                                                                                     | старший сержант           | 05.09.1918 — 20.11.1951                      | [ БС 32 ] [ ГС 110 ] [ НЛ 100 ] |
| 257   | Доку́кин Иван Архипович                                                                  | 08.02.1943            | авиация      | заместитель командира эскадрильи 504-го штурмового авиационного полка 226-й штурмовой авиационной дивизии 8-й воздушной армии Юго-Восточного фронта | лейтенант                 | 17.06.1920 — 08.07.1943                      | [ БС 32 ] [ ГС 111 ] [ НЛ 101 ] |
| 258   | Докуча́ев Георгий Николаевич                                                             | 13.09.1944            | пехота       | командир взвода противотанковых ружей 127-го гвардейского стрелкового полка 42-й гвардейской стрелковой дивизии 40-й армии 2-го Украинского фронта | гвардии младший лейтенант | 06.12.1922 — 04.04.1994                      | [ БС 32 ] [ ГС 112 ] [ НЛ 102 ] |
| 259   | Докуча́ев Михаил Павлович                                                                | 24.03.1945            | пехота       | командир батальона 1266-го стрелкового полка 385-й стрелковой дивизии 50-й армии 2-го Белорусского фронта | майор                     | 27.09.1921 — 28.02.1993                      | [ БС 33 ] [ ГС 113 ] [ НЛ 103 ] |
| 260   | Докуча́ев Михаил Степанович                                                              | 27.02.1945            | кавалерия    | командир орудия 55-го гвардейского кавалерийского полка 15-й гвардейской кавалерийской дивизии 7-го гвардейского кавалерийского корпуса 1-го Белорусского фронта | гвардии сержант           | 02.06.1925 — 09.08.2003                      | [ БС 34 ] [ ГС 114 ] [ НЛ 104 ] |
| 261   | Докуча́ев Николай Егорович                                                               | 15.01.1944            | инженер      | старший адъютант 85-го отдельного моторизованного понтонно-мостового батальона 61-й армии Центрального фронта | старший лейтенант         | 24.12.1918 — 07.02.2005                      | [ БС 34 ] [ ГС 115 ] [ НЛ 105 ] |
| 262   | Докуча́лов Павел Семёнович                                                               | 15.05.1946            | авиация      | командир звена 175-го гвардейского штурмового авиационного полка 11-й гвардейской штурмовой авиационной дивизии 16-й воздушной армии 1-го Белорусского фронта | гвардии старший лейтенант | 02.07.1921 — 23.04.1947                      | [ БС 34 ] [ ГС 116 ] [ НЛ 106 ] |
| 263   | Долбёшкин Пётр Лукич бел. Даўбёшкін Пётр Лукіч                                          | 17.11.1943            | артиллерия   | командир дивизиона 272-го гвардейского миномётного полка 6-го гвардейского танкового корпуса 3-й танковой армии Воронежского фронта | гвардии капитан           | 08.10.1912 — 03.10.1943                      | [ БС 34 ] [ ГС 117 ] [ НЛ 107 ] |
| 264   | Долга́нов Иван Иосифович                                                                 | 24.03.1945            | артиллерия   | командир орудия 534-го истребительно-противотанкового артиллерийского полка 14-й истребительно-противотанковой артиллерийской бригады РГК в составе 2-й гвардейской армии 1-го Прибалтийского фронта                                                                                 | старший сержант           | 27.11.1923 — 01.06.1956                      | [ БС 34 ] [ ГС 118 ] [ НЛ 108 ] |
| 265   | Долгарёв Павел Михайлович                                                               | 29.06.1945            | авиация      | командир звена 116-го истребительного авиационного полка 295-й истребительной авиационной дивизии 17-й воздушной армии 3-го Украинского фронта | лейтенант                 | 22.06.1923 — 28.06.1994                      | [ БС 34 ] [ ГС 119 ] [ НЛ 109 ] |
| 266   | До́лгий Борис Семёнович                                                                  | 11.04.1940            | артиллерия   | командир дивизиона 451-го артиллерийского полка 113-й стрелковой дивизии 7-й армии Северо-Западного фронта | старший лейтенант         | 10.07.1908 — 10.02.1940                      | [ БС 34 ] [ ГС 120 ] [ НЛ 110 ] |
| 267   | До́лгий Степан Иванович укр. Долгий Степан Іванович                                      | 16.10.1943            | артиллерия   | командир орудия 297-го отдельного истребительно-противотанкового дивизиона 322-й стрелковой дивизии 13-й армии Центрального фронта | старший сержант           | 07.01.1923 — 16.09.1943                      | [ БС 35 ] [ ГС 121 ] [ НЛ 111 ] |
| 268   | Долги́х Пётр Николаевич                                                                  | 01.11.1943            | артиллерия   | командир орудия 107-го гвардейского истребительно-противотанкового артиллерийского полка 8-й истребительно-противотанковой артиллерийской бригады РГК в составе 51-й армии Южного фронта                                                                                             | гвардии красноармеец      | 03.08.1910 — 06.03.1945                      | [ БС 35 ] [ ГС 122 ] [ НЛ 112 ] |
| 269   | Долго́в Александр Петрович                                                               | 31.05.1945            | танкист      | командир танковой роты 8-го гвардейского отдельного мотоциклетного батальона 8-го гвардейского механизированного корпуса 1-й гвардейской танковой армии 1-го Белорусского фронта | гвардии старший лейтенант | 22.10.1917 — 01.05.1945                      | [ БС 35 ] [ ГС 123 ] [ НЛ 113 ] |
| 270   | Долго́в Владимир Константинович                                                          | 24.03.1945            | пехота       | командир взвода 213-го гвардейского стрелкового полка 71-й гвардейской стрелковой дивизии 6-й гвардейской армии 1-го Прибалтийского фронта | гвардии лейтенант         | 28.03.1916 — 24.06.1944                      | [ БС 35 ] [ ГС 124 ] [ НЛ 114 ] |
| 271   | Долго́в Григорий Афанасьевич                                                             | 22.07.1944            | пехота       | командир взвода 201-го гвардейского стрелкового полка 67-й гвардейской стрелковой дивизии 6-й гвардейской армии 1-го Прибалтийского фронта | гвардии младший лейтенант | 05.09.1903 — 24.06.1944                      | [ БС 35 ] [ ГС 125 ] [ НЛ 115 ] |
| 272   | Долго́в Иван Илларионович                                                                | 29.06.1945            | авиация      | старший лётчик 715-го штурмового авиационного полка 136-й штурмовой авиационной дивизии 10-го штурмового авиационного корпуса 17-й воздушной армии 3-го Украинского фронта | лейтенант                 | 15.04.1920 — 08.11.1995                      | [ БС 36 ] [ ГС 126 ] [ НЛ 116 ] |
| 273   | Долго́в Иван Николаевич                                                                  | 28.04.1945            | пехота       | командир 734-го стрелкового полка 233-й стрелковой дивизии 26-й армии 3-го Украинского фронта | подполковник              | 15.06.1909 — 04.04.1989                      | [ БС 37 ] [ ГС 127 ] [ НЛ 117 ] |
| 274   | Долго́в Пётр Иванович                                                                    | 12.12.1962            | авиация      | старший инструктор-испытатель парашютной техники НИИ Военно-воздушных сил СССР; командир экипажа стратостата «Волга» | полковник                 | 21.02.1920 — 01.11.1962                      | ——                              |
| 275   | Долго́в Семён Дмитриевич                                                                 | 13.11.1943            | пехота       | командир отделения автоматчиков 931-го стрелкового полка 240-й стрелковой дивизии 38-й армии Воронежского фронта | старший сержант           | 07.09.1904 — 19.08.1944                      | [ БС 37 ] [ ГС 129 ] [ НЛ 118 ] |
| 276   | Долгопо́лов Василий Иванович                                                             | 24.03.1945            | пехота       | командир отделения 257-й отдельной разведывательной роты 199-й стрелковой дивизии 49-й армии 2-го Белорусского фронта | старший сержант           | 18.04.1906 — 18.04.1953                      | [ БС 37 ] [ ГС 130 ] [ НЛ 119 ] |
| 277   | Долгу́шин Сергей Фёдорович                                                               | 05.05.1942            | авиация      | командир эскадрильи 180-го истребительного авиационного полка 46-й авиационной дивизии ВВС Калининского фронта | лейтенант                 | 25.09.1920 — 29.06.2011                      | [ БС 37 ] [ ГС 131 ] [ НЛ 120 ] |
| 278   | Должа́нский Николай Иванович                                                             | 26.10.1944            | авиация      | старший лётчик 165-го гвардейского штурмового авиационного полка 10-й гвардейской штурмовой авиационной дивизии 2-й воздушной армии 1-го Украинского фронта | гвардии лейтенант         | 27.09.1917 — 25.10.2011                      | [ БС 37 ] [ ГС 132 ] [ НЛ 121 ] |
| 279   | Должа́нский Юрий Моисеевич                                                               | 16.10.1943            | комиссар     | комсорг 10-го гвардейского стрелкового полка 6-й гвардейской стрелковой дивизии 60-й армии Центрального фронта | гвардии старший лейтенант | 31.05.1923 — 27.11.1943                      | [ БС 38 ] [ ГС 133 ] [ НЛ 122 ] |
| 280   | Долже́нков Игорь Павлович                                                                | 01.11.1943            | артиллерия   | командир батареи 492-го истребительно-противотанкового артиллерийского полка 8-й истребительно-противотанковой артиллерийской бригады РГК в составе 51-й армии Южного фронта | старший лейтенант         | 14.04.1914 — 08.08.1980                      | [ БС 39 ] [ ГС 134 ] [ НЛ 123 ] |
| 281   | Долже́нков Сергей Аниканович                                                             | 22.02.1944            | пехота       | командир батальона 248-го стрелкового полка 31-й стрелковой дивизии 46-й армии Юго-Западного фронта | капитан                   | 18.09.1912 — 1985                            | [ БС 39 ] [ ГС 135 ] [ НЛ 124 ] |
| 282   | Долидо́вич Фрол Савельевич (Далидович Фрол Савельевич)                                   | 10.04.1945            | пехота       | автоматчик разведывательного взвода роты управления 53-й гвардейской танковой бригады 6-го гвардейского танкового корпуса 3-й гвардейской танковой армии 1-го Украинского фронта | гвардии красноармеец      | 29.10.1925 — 22.09.1964                      | [ БС 39 ] [ ГС 136 ] [ НЛ 125 ] |
| 283   | До́лина Мария Ивановна укр. Доліна Марія Іванівна                                        | 18.08.1945            | авиация      | заместитель командира эскадрильи 125-го гвардейского бомбардировочного авиационного полка 4-й гвардейской бомбардировочной авиационной дивизии 1-го гвардейского бомбардировочного авиационного корпуса 3-й воздушной армии 1-го Прибалтийского фронта                               | гвардии капитан           | 18.12.1922 — 03.03.2010                      | [ БС 39 ] [ ГС 137 ] [ НЛ 126 ] |
| 284   | Доли́нский Сергей Андреевич                                                              | 18.08.1945            | авиация      | старший лётчик 569-го штурмового авиационного полка 199-й штурмовой авиационной дивизии 4-го штурмового авиационного корпуса 4-й воздушной армии 2-го Белорусского фронта | младший лейтенант         | 20.10.1920 — 11.08.1993                      | [ БС 39 ] [ ГС 138 ] [ НЛ 127 ] |
| 285   | До́льников Григорий Устинович бел. Дольнікаў Рыгор Усцінавіч                             | 21.02.1978            | генерал      | член делегации генералов и офицеров Министерства обороны СССР в Эфиопии, военный советник по авиации | генерал-лейтенант         | 08.05.1923 — 23.03.1996                      | ——                              |
| 286   | Домбро́вский Иван Александрович                                                          | 18.08.1945            | авиация      | помощник по воздушно-стрелковой службе командира 167-го гвардейского штурмового авиационного полка 10-й гвардейской штурмовой авиационной дивизии 17-й воздушной армии 3-го Украинского фронта                                                                                       | гвардии капитан           | 27.07.1917 — 07.02.1974                      | [ БС 41 ] [ ГС 140 ] [ НЛ 128 ] |
| 287   | До́мников Василий Михайлович                                                             | 29.06.1945            | авиация      | штурман эскадрильи 34-го гвардейского бомбардировочного авиационного полка 276-й бомбардировочной авиационной дивизии 1-й воздушной армии 3-го Белорусского фронта | гвардии капитан           | 04.11.1918 — 08.04.1945                      | [ БС 41 ] [ ГС 141 ] [ НЛ 129 ] |
| 288   | До́мнин Павел Иванович                                                                   | 17.10.1943            | пехота       | командир пулемётного расчёта 985-го стрелкового полка 226-й стрелковой дивизии 60-й армии Центрального фронта | сержант                   | 12.08.1912 — декабрь 1943 (пропал без вести) | [ БС 41 ] [ ГС 142 ] [ НЛ 130 ] |
| 289   | До́мнич Егор Петрович                                                                    | 22.02.1944            | инженер      | помощник командира сапёрного взвода 936-го стрелкового полка 254-й стрелковой дивизии 52-й армии Воронежского фронта | старший сержант           | 02.07.1906 — 28.07.1985                      | [ БС 41 ] [ ГС 143 ] [ НЛ 131 ] |
| 290   | Доможа́ков Михаил Егорович                                                               | 23.10.1943            | пехота       | разведчик 957-го стрелкового полка 309-й стрелковой дивизии 40-й армии Воронежского фронта | красноармеец              | 20.10.1915 — 18.02.1993                      | [ БС 41 ] [ ГС 144 ] [ НЛ 132 ] |
| 291   | До́мрачев Александр Васильевич                                                           | 24.12.1943            | артиллерия   | командир 23-й гвардейской лёгкой артиллерийской бригады 5-й артиллерийской дивизии 4-го артиллерийского корпуса прорыва РГК в составе 61-й армии Центрального фронта | гвардии полковник         | 09.06.1904 — 24.03.1966                      | [ БС 41 ] [ ГС 145 ] [ НЛ 133 ] |
| 292   | До́ний Захар Афанасьевич                                                                 | 11.04.1940            | связисты     | командир взвода связи 124-го гаубичного артиллерийского полка РГК в составе 7-й армии Северо-Западного фронта | старшина                  | 21.01.1914 — 06.08.1941                      | [ БС 41 ] [ ГС 146 ] [ НЛ 134 ] |
| 293   | Донски́х Александр Иванович                                                              | 24.03.1945            | пехота       | командир взвода 740-го стрелкового полка 217-й стрелковой дивизии 48-й армии 1-го Белорусского фронта | старший сержант           | 23.02.1918 — 29.07.1983                      | [ БС 42 ] [ ГС 147 ] [ НЛ 135 ] |

| Навигационная таблица | Навигационная таблица              |
| --------------------- | ---------------------------------- |
| «Д»                   | Давиденко Василий — Денисов Михаил |
| «Д»                   | Денисов Осип — Донских Александр   |
| «Д»                   | Донских Иван — Дятлов Игнатий      |